# Die kriegerischen Abenteuer eines Friedfertigen
Die kriegerischen Abenteuer eines Friedfertigen ist ein von der DEFA im Auftrag des DDR-Senders DFF hergestellter Fernsehfilm aus dem Jahr 1991. Er schildert die Abenteuer eines preußisch-patriotisch gesinnten Pfarranwärters zur Zeit der napoleonischen Kriege. Es spielen unter anderem Veit Schubert, Simone Thomalla und Götz Schubert.

## Inhalt
Im Oktober 1806 reist der Theologe und patriotische Dichter Ferdinand Puttsiegel aus der preußischen Mark Brandenburg nach Magdeburg, um dort eine ihm angebotene Pfarrstelle anzunehmen. Er hofft, aufgrund dieser Anstellung endlich seine Braut Friederike heiraten zu können. Jedoch ist dies der Monat, in dem ein Krieg Preußens mit Frankreich beginnt. Puttsiegel begegnet unterwegs einem preußischen Leutnant, einem ehemaligen Schüler, und wird zu dessen Adjutanten und Regimentspfarrer gemacht. Mit der Marketenderin Magdalena erlebt er ein Liebes- und weitere Abenteuer. Sie treffen auf französische Truppen, und als Ferdinand sie mit patriotischen Liedern provoziert, gerät sein Leben in Gefahr. Magdalena rettet ihn und überlässt hernach Ferdinand seiner Braut Friederike.

## Hintergrund
Dem Film liegen Motive aus einer Erzählung des Schriftstellers Heinrich Zschokke (1771–1848) zugrunde.
Erstsendung war der 30. Juni 1991.